# Julia Rosa Peer
Julia Rosa Peer (* 8. Oktober 1985 als Julia Rosa Stöckl) ist eine österreichische Schauspielerin, Moderatorin, Synchronsprecherin und Autorin. Sie lebt in Berlin.

## Leben
Peer ist in Tirol aufgewachsen und wurde während ihrer Zeit als Schauspielschülerin für eine Hauptrolle in dem österreichischen Kinofilm In 3 Tagen bist du tot (Regie: Andreas Prochaska) entdeckt. Für ihre Darbietung der Rolle Mona erhielt Peer 2006 eine Nominierung für den Undine Award in der Kategorie Beste jugendliche Filmdebütantin und war 2008 erneut als Mona in der Fortsetzung In 3 Tagen bist du tot 2 zu sehen.
Direkt im Anschluss an ihr Debüt folgten weitere Rollen, u. a. als Franziska im Fernsehzweiteiler Das Jüngste Gericht (Regie: Urs Egger) an der Seite von Tobias Moretti, als Ungarin Edina Legedy in zwei Staffeln der Fernsehserie Winzerkönig, an der Seite von Mimi Fiedler in Ein Sommer in Kroatien (Regie: Holger Barthel), in einer Hauptrolle als Südtirol Aktivistin Herlinde Molling in Geteilte Heimat (Regie: Ernst Gossner), sowie in der weiblichen Hauptrolle Ida Hofer in dem Kinofilm Zingerle (Regie: Eric Marcus Weglehner).
Am Tiroler Landestheater in Innsbruck feierte sie Erfolge als Hedwig in Die Wildente, in der Uraufführung von Tannöd, als Nina in Die Möwe und Gretchen im Urfaust. Ebenso war Julia Rosa Peer im Off-Theater bei den Volksschauspielen Telfs als Eva Puntila in Brechts Herr Puntila und sein Knecht Matti zu sehen und ging mit dem in Wien gegründeten Razumovsky Ensemble mit Goethes Stella auf Tour. Sie arbeitete unter anderen mit Klaus Rohrmoser, Markus Völlenklee, Maya Fanke und Reinhard Göber, mit dem sie von 2011 bis 2014 das internationale „DIVA Monodrama Festival Österreich“ produziert hat.
2012–2014 setzte Peer ihre Schauspielausbildung am William Esper Studio in New York City fort. Während ihrer Zeit in New York war sie am Off-Broadway in The Other Mozart von Sylvia Milo (Regie: Isaac Byrne) am HERE Arts Center und mit ihrer Solo-Show Leaving Ziller Valley (Regie: Reinhard Göber) beim United Solo Festival im Theater Row zu sehen. Das bilinguale Stück spielte sie in 3 verschiedenen Sprachen auf internationalen Festivals in 14 Ländern und 3 Kontinenten.
Als Synchronsprecherin übernahm Peer zahlreiche Rollen im Film & Fernsehen, u. a. die Rolle der Guinevere im Kinofilm King Arthur: Legend of the Sword von Guy Ritchie (Regie: Axel Malzacher), Selina Kahn im Hauptcast der preisgekrönten BBC-Serie Wolfblood und Louise in der Amazon-Serie The Widow (Regie: Cay-Michael Wolff).
Sie moderierte zuletzt auf der Berlinale, am Filmfest München, am Zurich Film Festival und am Filmfestival Kitzbühel.
Julia Rosa Peer ist Mitglied der Akademie des Österreichischen Films und spricht fließend Deutsch, Englisch, Spanisch und Französisch.
Gemeinsam mit Roland Silbernagl gab sie ihr Regiedebüt mit dem Kurzfilm Bluatstilln – To Remind Me of Life (2025), für den sie mit dem Camgaroo Award ausgezeichnet wurde.

## Filmographie
- 2006: In 3 Tagen bist du tot, Regie: Andreas Prochaska
- 2006: Mikes Garage, Regie: Andreas Schmied
- 2007: Der Winzerkönig 2, Regie: Holger Barthel, Michi Riebl, u. a.
- 2007: SOKO Kitzbühel – Geradewegs in den Tod, Regie: Mike Zens
- 2008: Das jüngste Gericht, Regie: Urs Egger
- 2008: In 3 Tagen bist du tot 2, Regie: Andreas Prochaska
- 2009: Schnell ermittelt – Ivanka, Regie: Michi Riebl
- 2009: SOKO Kitzbühel – Slackline, Regie: Gerald Liegl
- 2009: Der Winzerkönig 3, Regie: Walter Bannert, Michi Riebl, u. a.
- 2009, 2024: SOKO Donau – Böser Zauber, Nur eine Nacht, Regie: Robert Sigl, Olaf Kreinsen
- 2009: Planet USA, Regie: Flo Lackner
- 2011: Ein Sommer in Kroatien, Regie: Holger Barthel
- 2013: Stille, Regie: Xaver Schwarzenberger
- 2014: Die Rosenheim-Cops – Mord in der Waschstraße
- 2015: Geteilte Heimat, Regie: Ernst Gossner
- 2015: Hubert und Staller, Regie: Erik Haffner
- 2016: Home Is Here, Regie: Tereza Kotyk
- 2017: Die Rosenheim-Cops – Der Tisch der Patriarchen
- 2017: Zingerle, Regie: Eric Marcus Weglehner
- 2018: Losers, I Love, Regie: Stefano Casertano (Spielfilmteaser)
- 2021: Die Toten von Salzburg – Schwanengesang (Fernsehreihe)
- 2023: Operation White Christmas
- 2024: School of Champions (Fernsehserie)
- 2024: Der Spitzname
- 2025: Bluatstilln – To Remind Me of Life (auch Regie und Drehbuch)

## Theater
- Hexenjagd (2006, Tiroler Landestheater)
- Die Wildente (2007/08, Tiroler Landestheater)
- Tannöd (2008, Tiroler Landestheater)
- Herr Puntila und sein Knecht Matti (2008, Tiroler Volksschauspiele Telfs)
- Die Möwe (2008, Tiroler Landestheater)
- Stella (2010, Razumovsky Ensemble, Tournee: Theater Akzent Wien etc.)
- Urfaust (2010, Tiroler Landestheater)
- Leaving Ziller Valley 1 (2011, DIVA Monodrama Festival)
- Leaving Ziller Valley 2 (2013 – 2018 Welttournee in 14 Ländern)
- The Other Mozart (2014, HERE Arts Center NYC)
- Ejaculation – Discussions About Female Sexuality (2018, National Theater Helsinki, BRUX Freies Theater Innsbruck)